# Dinocheirus diabolicus
Espèce
Dinocheirus diabolicus est une espèce de pseudoscorpions de la famille des Chernetidae.

## Distribution
Cette espèce est endémique du Chili. Elle se rencontre dans les régions de Coquimbo et d'Antofagasta.

## Description
Le mâle holotype mesure 2,7 mm.

## Publication originale
- Beier, 1964 : Die Pseudoscorpioniden-Faunas Chiles. Annalen des Naturhistorischen Museums in Wien, vol. 67, p. 307-375 (texte intégral).